# Deníssovka (Krasnoiarsk)
|  | Per a altres significats, vegeu «Deníssovka». |

Deníssovka (en rus: Денисовка) és un poble del krai de Krasnoiarsk, a Rússia, segons el cens del 2010 tenia 343 habitants. Pertany al districte municipal d'Àban.